# Ефект плато
Ефект плато (англ. plateau від фр. plateau) — часовий відтинок, протягом якого певні характеристики залишаються незмінними. Об'єкт вступає в період, під час якого не відбувається прогресу й поліпшення продуктивності.

## Плато у фітнесі й спорті
У фітнесі плато — це період часу, протягом якого вага й результати залишаються на стабільному рівні і організм перестає реагувати на тренування й дієту.. Подолання плато зазвичай включає зміну тренувального процесу, у тому числі додавання періоду відпочинку. Необхідно змінити обсяг вправ, зменшити або збільшити інтенсивність тренувань і підкоригувати раціон харчування.
90 % випадків виникнення плато у фітнесі пов'язано з питанням урівноваження витрачених і спожитих калорій. Також причиною можуть служити й гормональні проблеми.

## Плато в науці й медицині
Ефект плато може з'явитися в навчанні, коли учні відчувають труднощі в подальшому навчанні. Цей ефект показаний у кривій забування, розробленій Германом Еббінгаузом. Еббінгауз стверджував, що використання таких методів як інтервальні повторення та метод безглуздих складів, може допомогти подолати ефект плато.
Ефект плато також спостерігається в акліматизації, і являє собою процес пристосування організмів до змін у навколишньому середовищі. Ми можемо його відчути на собі, коли органи чуття пристосовуються до певного запаху чи звуку. Цей ефект є природним захистом організму на відволікання від певного подразника.
Першою книгою про дослідження проблем ефекту плато стала книга Боба Саллівана і Г'ю Томпсона «Ефект плато. Як подолати застій і рухатися далі». Автори розповідають, як спортсмени, учені, лікарки, музиканти і цілі компанії по всьому світу вчаться справлятися з плато, тобто відключати силу, яка спонукає людей «звикати» до певних речей..